# Цедербаум, Владимир Осипович
Владимир Осипович Цедербаум-Левицкий (партийные псевдонимы — Брат Пахомия, Георг, Лев, Леонов, Митрофан, Мишель; литературные псевдонимы — «В. Л., Вл., Вольде, Г.-Г., Г. Р., Г-г, В. Левицкий, Вл. Леонов, В. Ракитин, Г. Ракитин», Г. Р-нъ, Вл. Цед-м, В. Ц-м, Ал. Эмь, Эл-Эм, Эль-Эм', 28 февраля 1883, Петербург — 22 февраля 1938, Уфа) — российский социал-демократ, меньшевик, член РСДРП с 1901.

## Биография
Родился в семье потомственного почётного гражданина Иосифа Александровича Цедербаума (1839—1907) и Ревекки Юльевны, урождённой Розенталь. Его дед — Александр Осипович Цедербаум, один из лидеров еврейского просветительского движения в Одессе (1850—1860) и Петербурге (1870—1880), основал первые в России еврейские газеты и журналы. Отец — сотрудник Русского общества пароходства и торговли и общества страховой жизни «Ньй-Йорк», корреспондент «Санкт-Петербургских ведомостей» и «Нового времени»; старший брат — известный меньшевик Ю. О. Мартов.
С 1897 года начал участвовать в социал-демократическом студенческом движении, ещё будучи гимназистом. Вошёл в группу «Рабочее знамя» и в общество «Красный крест». В феврале 1899 года в первый раз был арестован.
Поступил в Петербургский университет, однако в феврале 1901 года был вновь арестован на студенческом собрании. В марте был выслан в Двинск за подготовку политической демонстрации. Там вступил в двинскую организацию Бунда.
В 1902 году работал в Кременчугском Комитете РСДРП и стал агентом газеты «Искра». В ноябре в очередной раз был арестован в Харькове. С 1903 года жил в Полтаве, в том же году стал членом Харьковского и Екатеринославского комитетов РСДРП. В декабре нелегально выехал за границу, поселился в Женеве. В 1905 году принял участие в работе в конференции меньшевиков в Женеве, стал членом заграничной группы РСДРП и Лиги революционеров-социалистов.

### В Первую русскую революцию и последующие годы
С началом революции 1905 года вернулся в Россию, принимал участие в Киевской областной конференции меньшевиков
В 1906 году стал членом Петербургского объединённого комитета РСДРП и был направлен на IV объединительный съезд РСДРП. В годы реакции был «ликвидатором». Вел работу в рабочих клубах, сотрудничал с легальной печатью («Народная Дума»). В 1908 — 1911 годах принимал участие в организации легального общества самообразования, печатался в профсоюзной и кооперативной периодике, был одним из организаторов съезда студентов и рабочих при социал-демократической фракции Государственной Думы III созыва. В 1910 — 1914 годах был одним из организаторов и членов редколлегии журнала «Наша Заря», печатался в газете «Голос социал-демократии» и другой партийной периодике. Соавтор пятитомника «Общественное движение в России в начале XX века» (Петербург-Петроград, 1909—1914), подготовленного усилиями меньшевистской фракции.
В 1912 году был арестован и сослан в Псков под гласный полицейский надзор. В 1913 — 1914 годах продолжал работу в легальных организациях и газетах «Луч», «Рабочая Газета» и других.
В 1915 — 1917 годы жил в Москве, был участником нелегальной группы оборонцев, секретарем редакции (по другим сведениям — ответственным редактором) журнала «Дело», работал в кооперативном движении, при рабочей группе Московского Промышленного Комитета. В 1915 году, как оборонец, принял участие в марксистском сборнике «Самозащита». В общей сложности в царское время провёл в тюрьмах около полутора лет и в ссылке под полицейским надзором около двух с половиной лет.

### Между февралём и октябрём 1917
17 марта 1917 года общим собранием меньшевиков Москвы избран членом Временного партийного комитета. 26 апреля на собрании Замоскворецкого района Московской организации РСДРП выступал за участие меньшевиков во Временном правительстве. В мае 1917 года на Всероссийской конференции меньшевиков по докладу Левицкого была принята резолюция об участии в выборах в органы местного самоуправления по самостоятельным спискам.
10 — 13 июля 1917 года участвовал в Московской областной конференции.
5 августа принял участие в Московской общегородской конференции меньшевиков.
Член Московского Комитета меньшевиков, член редакций газет «Вперёд», «Рабочей Газеты».
В сентябре 1917 года на съезде РСДРП(о) был избран членом ЦК. Подписал Декларацию меньшевиков-«оборонцев» Демократическому совещанию. 22 — 23 сентября 1917 года на Демократическом совещании был избран в состав Предпарламента. Был кандидатом в депутаты Учредительного Собрания по спискам РСДРП(о), избран не был.

### Деятельность и аресты при советской власти
Октябрьский переворот принять отказался. 12 ноября подписал коллективное заявление о выходе из состава сотрудников «Рабочей Газеты» в знак протеста против «занятой „Рабочей Газетой“ позиции по вопросу о соглашении с большевиками».
30 ноября — 7 декабря 1917 года участвовал в чрезвычайном съезде РСДРП(о) с правом решающего голоса. Был выбран во Временное бюро оборонцев для координации оборонческой работы на местах. 9 декабря 1917 года на Петроградской общегородской конференции меньшевиков-оборонцев был избран в Петроградский Комитет РСДРП. Делегирован Петроградским комитетом и Бюро Комитета меньшевиков-оборонцев в «Союз защиты Учредительного собрания».
16 декабря 1917 арестован в помещении Союза защиты Учредительного Собрания. До середины января 1918 года был в заключении в Петропавловской крепости вместе с другими членами «Союза защиты». Весной-летом 1918 года выступил одним из организаторов движения уполномоченных фабрик и заводов. Осенью 1919 года из партии РСДРП вышел.
26 марта 1920 года снова арестован, вскоре освобождён.
23 апреля 1920 года опять арестован в Москве. 20 августа на процессе делу по так называемого «Тактическому центра» осуждён Революционным Трибуналом за участие в «Союзе возрождения России», приговорён к расстрелу с заменой его на заключение в концлагере до окончания гражданской войны. Срок впоследствии сокращён до 3 лет. В 1921 году освобожден досрочно по амнистии.
25 марта 1921 года вновь арестован, освобождён 12 апреля.
С 1921 до 1923 года служил заведующим Статистическим бюро в Госплане.
В октябре 1921 года был ещё раз арестован в Москве, заключен в Бутырскую тюрьму, освобожден через 5 дней.
В очередной раз был арестован в 1923 году. В апреле содержался во Внутренней тюрьме ГПУ на Лубянке, позднее переведён в Бутырскую тюремную больницу. 16 мая 1923 года Комиссией НКВД по административным высылкам приговорён к двум годам заключения в Суздальском политизоляторе. В июне 1923 находился в Таганской тюрьме (по другим сведениям, в Бутырской тюрьме). В октябре 1923 переведён в Суздальский политизолятор. 26 июля 1924 года был помещён в Суздальский особый лагерь ОГПУ со сроком два года. В суздальской тюрьме написал воспоминания, которые закончил в декабре 1924 года. В марте 1925 года также значился в списках Суздальского концлагеря.
15 мая 1925 года по постановлению ОСО ОГПУ был сослан в Минусинск на три года. 20 апреля 1928 года был освобождён, но лишён права проживания в Москве, Ленинграде и ряде других городов («минус 6») с прикреплением к месту жительства. В июне 1928 года переехал в Свердловск.
В Свердловске работал заведующим планово-экономическим бюро Уральского отделения Оргметалл. Выезжал на лечение в Тарусу.
17 сентября 1931 года был вновь арестован, так как при обыске у него было найдено письмо Мильману. Особым совещанием при ОГПУ был приговорен к трем годам заключения в Верхнеуральском политизоляторе. В октябре — ноябре 1933 года значился в списках заключенных Бутырской тюрьмы. 7 марта 1934 года срок заключения был продлен на год, но 18 мая Левицкий был освобожден и выслан в Уфу.
25 апреля 1937 года (по другим данным 16 марта) в последний раз был арестован в Уфе по обвинению в участии в подпольной контрреволюционной организации меньшевиков. 22 февраля 1938 года дело было прекращено в связи со смертью обвиняемого. Тем не менее, есть сведения, что 28 февраля 1938 года Левицкий приговорён по обвинению в участии в подпольной контрреволюционной организации меньшевиков. Реабилитирован 12 июня 1990 года.

## Семья
- Трое братьев или сестёр умерли в младенчестве.
- Брат — Мориц Иосифович Цедербаум[6], умер молодым от болезни сердца[7].
- Брат — Юлий Осипович Цедербаум, он же Лев Мартов (1873—1923)
- Сестра — Надежда Осиповна в замужестве Кранихфельд (1875—1923) — меньшевичка, её сын А. С. Кранихфельд, лидер Российского социал-демократического союза рабочей молодёжи.
- Сестра — Лидия Осиповна в замужестве Дан (1878—1963) — меньшевичка, член Заграничной делегации РСДРП, жена Ф. И. Дана
- Брат — Сергей Осипович Цедербаум-Ежов (1879—1939), меньшевик, многократно репрессирован, расстрелян в Москве[8], жена Конкордия Ивановна урождённая Захарова (1879—1938), меньшевичка, расстреляна, сын Юлий (1907—1940), расстрелян[6][7].
- Сестра — Маргарита Осиповна (1889[9]—?), трижды[10] замужем, второй муж — агроном А. Н. Алейников, третий муж — польский коммунист Генрих Лауэр (1890—1937[11]), многократно репрессирована[6].
- Сестра — Евгения Осиповна в замужестве Яхнина, её дочь Юлиана Яхнина (1928—2004), переводчица.
- Первая жена — Вера Израильевна Вульфович (?—1957),
  - Дочь — Евгения (1914—1992), историк, замужем за осетинским коммунистом, художником Эльбурсом Гутновым, сын Алексей, архитектор.
- Вторая жена — Александра Сергеевна Доброхотова (1897—1937), расстреляна[12].
  - Сын — Лев Владимирович Цедербаум (г. р. 1927), репрессирован[12].

## Сочинения
- За четверть века : Революционные воспоминания 1892—1917 гг. : Т. 1. — Москва ; Ленинград : Гос. изд-во, 1927.